# Jimmy Jean-Joseph
Jimmy Jean-Joseph (né le 15 octobre 1972 à Saint-Esprit, Martinique) est un athlète français, spécialiste du 800 mètres. 

## Biographie
Il remporte deux titres de champion de France du 800 mètres, en 1996 et 1998, ainsi qu'un titre de champion de France en salle en 1999. 
Il participe aux Jeux olympiques de 1996, à Atlanta, où il atteint les demi-finales du 800 m.
Il est par la suite entraîneur au Lyon athlétisme. 

### Palmarès
- Championnats de France d'athlétisme :
  - vainqueur du 800 m en 1996 et 1998.
- Championnats de France d'athlétisme en salle :
  - vainqueur du 800 m en 1999.

### Records
| Épreuve | Performance   | Lieu | Date |
| ------- | ------------- | ---- | ---- |
| 800 m   | 1 min 45 s 40 |      | 1996 |